# Regiunile de dezvoltare ale României
Regiunile de dezvoltare sunt opt mărimi statistice, fără personalitate juridică, create în anul 1998 prin asocierea consiliilor județene din România pentru a coordona dezvoltarea regională necesară pentru ca România să adere la Uniunea Europeană. Regiunile de dezvoltare ale României corespund cu diviziunile de nivel NUTS-II din UE. Deși devin din ce în ce mai semnificative în domeniul de dezvoltare regională, aceste regiuni nu au nici un statut administativ, neavând un consiliu legislativ sau corp executiv. Regiunile de dezvoltare nu sunt unități administrativ-teritoriale, nu au personalitate juridică, fiind rezultatul unui acord liber între consiliile județene și cele locale. Funcția lor este de a aloca fondurile PHARE de la UE, pentru dezvoltare regională, și de a interpreta și cerceta statistici regionale. De asemenea, regiunile de dezvoltare coordonează proiecte infrastructurale regionale și au devenit membre ale Comitetului Regiunilor când România a aderat la UE, în 2007.

## Istoric
Conform Hotarârii de Guvern nr. 488 din 24 mai 2001 privind organizarea și funcționarea Institutului Național de Statistică (modificată ulterior) au fost create 8 direcții generale pentru statistică regională, care, alături de cele 34 de direcții județene de statistică, au ca scop dezvoltarea statisticii regionale.

## Organizare

Regiunile de dezvoltare ale României

Actele normative cu privire la organizarea statistică a României definesc structurile asimilabile NUTS, după cum urmează:
- Nivel NUTS I: macroregiuni se folosește în prezent
- Nivel NUTS II: 8 regiuni de dezvoltare, cu o populație medie de 3 milioane locuitori
- Nivel NUTS III: 41 de județe și Municipiul București, care reflectă structura administrativ teritorială a României
- Nivel NUTS IV: nu se folosește, deoarece nu s-au identificat asocieri de unități teritoriale
- Nivel NUTS V: 265 municipii și orașe, 2.686 comune, cu 13.092 sate, care reflectă structura administrativ teritorială a României.

### 1. Regiunea de dezvoltare Nord-Est
Cuprinzând Bucovina și mare parte din Moldova, Regiunea Nord-Est are în componență următoarele județe: Bacău, Botoșani, Iași, Neamț, Suceava și Vaslui.
- Populație: 3.712.396 locuitori
- Suprafață: 36.850 km²
- Sediul agenției de dezvoltare regională: Piatra-Neamț
- Densitate: 101 locuitori/kmp
- Regiuni vecine: Regiunea de dezvoltare Nord-Vest, Regiunea de dezvoltare Centru și Regiunea de dezvoltare Sud-Est
- Cel mai mare oraș: Iași

### 2. Regiunea de dezvoltare Sud-Est
Cuprinzând Dobrogea, precum și părți din Moldova și Muntenia, Regiunea Sud-Est are în componență următoarele județe: Brăila, Buzău, Constanța, Galați, Tulcea și Vrancea.
- Populație: 2.811.218 locuitori
- Suprafață: 35.762 km²
- Sediul agenției de dezvoltare regională: Brăila
- Densitate: 80 locuitori/kmp
- Regiuni vecine: Regiunea de dezvoltare Nord-Est, Regiunea de dezvoltare Centru și Regiunea de dezvoltare Sud - Muntenia
- Cel mai mare oraș: Constanța

### 3. Regiunea de dezvoltare Sud - Muntenia
Aflându-se integral în Muntenia, Regiunea Sud - Muntenia este alcătuită din următoarele județe: Argeș, Călărași, Dâmbovița, Giurgiu, Ialomița, Prahova și Teleorman.
- Populație: 3.267.270 locuitori
- Suprafață: 34.489 km²
- Sediul agenției de dezvoltare regională: Călărași
- Densitate: 98 locuitori/kmp
- Regiuni vecine: Regiunea de dezvoltare Centru, Regiunea de dezvoltare Sud-Est, Regiunea de dezvoltare Sud-Vest Oltenia și Regiunea de dezvoltare București - Ilfov
- Cel mai mare oraș: Ploiești

### 4. Regiunea de dezvoltare Sud-Vest Oltenia
Cuprinzând întreaga Oltenie și o mică parte din Muntenia, Regiunea Sud-Vest Oltenia este alcătuită din următoarele județe: Dolj, Gorj, Mehedinți, Olt și Vâlcea.
- Populație: 2.246.033 locuitori
- Suprafață: 29.212 km²
- Sediul agenției de dezvoltare regională: Craiova
- Densitate: 80 locuitori/kmp
- Regiuni vecine: Regiunea de dezvoltare Centru, Regiunea de dezvoltare Vest și Regiunea de dezvoltare Sud - Muntenia
- Cel mai mare oraș: Craiova

### 5. Regiunea de dezvoltare Vest
Cuprinzând întregul Banat precum și părți din Crișana și Transilvania, Regiunea Vest are în componență următoarele județe: Arad, Caraș-Severin, Hunedoara și Timiș.
- Populație: 2.014.732 locuitori
- Suprafață: 32.028 km²
- Sediul agenției de dezvoltare regională: Timișoara
- Densitate: 61 locuitori/kmp
- Regiuni vecine: Regiunea de dezvoltare Nord-Vest, Regiunea de dezvoltare Centru și Regiunea de dezvoltare Sud-Vest Oltenia
- Cel mai mare oraș: Timișoara

### 6. Regiunea de dezvoltare Nord-Vest
Cuprinzând Maramureșul și părți importante din Crișana și Transilvania, Regiunea Nord-Vest are în componență următoarele județe: Bihor, Bistrița-Năsăud, Cluj, Maramureș, Satu Mare și Sălaj.
- Populație: 2.719.719 locuitori
- Suprafață: 34.159 km²
- Sediul agenției de dezvoltare regională: Cluj-Napoca
- Densitate: 80 locuitori/kmp
- Regiuni vecine: Regiunea de dezvoltare Nord-Est, Regiunea de dezvoltare Centru și Regiunea de dezvoltare Vest
- Cel mai mare oraș: Cluj-Napoca

### 7. Regiunea de dezvoltare Centru
Aflându-se în Transilvania, Regiunea Centru are în componență următoarele județe: Alba, Brașov, Covasna, Harghita, Mureș și Sibiu.
- Populație: 2.524.418
- Suprafață: 34.100 km²
- Sediul agenției de dezvoltare regională: Alba Iulia
- Densitate: 74 locuitori/kmp
- Regiuni vecine: Regiunea de dezvoltare Nord-Vest, Regiunea de dezvoltare Nord-Est, Regiunea de dezvoltare Sud-Est, Regiunea de dezvoltare Sud - Muntenia, Regiunea de dezvoltare Sud-Vest Oltenia și Regiunea de dezvoltare Vest
- Cel mai mare oraș: Brașov

### 8. Regiunea de dezvoltare București - Ilfov
Aflându-se în Muntenia, Regiunea București - Ilfov cuprinde municipiul București și județul Ilfov.
- Populație: 2.261.698 locuitori
- Suprafață: 1.811 km²
- Sediul agenției de dezvoltare regională: municipiul București
- Densitate: 1.232 locuitori/kmp
- Regiuni vecine: Regiunea de dezvoltare Sud - Muntenia
- Cel mai mare oraș: București (capitala României)

## Propunerea de reorganizare administrativă din 2011
În anul 2011, fostul președinte Traian Băsescu a adus în discuție o propunere de organizare administrativ-teritorială care să transforme teritoriul celor opt regiuni de dezvoltare în opt super-județe, care ar urma să aibă reședințele la București, Iași, Cluj-Napoca, Timișoara, Constanța, Craiova, Brașov și Ploiești.